# Benno Schmitz
Benno Schmitz (München, 17 januari 1994) is een Duits voetballer die doorgaans als rechtsback speelt. Hij verruilde 1. FC Köln in juli 2024 voor Grasshoppers.

## Clubcarrière
Schmitz speelde in de jeugd voor SV Waldperlach en Bayern München. Hier mocht hij in 2012/13 voor het eerst meedoen in het tweede elftal, om in 2013/14 een vaste basisspeler te worden. Hij speelde zo in twee seizoenen 46 competitieduels voor Bayern München II. Een debuut in het eerste kwam er niet.
Schmitz tekende in juli 2014 een driejarig contract bij Red Bull Salzburg, dat hem transfervrij inlijfde. Hij mocht twee maanden wennen bij satellietclub FC Liefering in de Erste Liga, waarna hij op 23 augustus 2014 debuteerde voor Red Bull Salzburg in de Oostenrijkse Bundesliga. Daarmee speelde hij die dag tegen SC Rheindorf Altach. Op 28 september 2014 kreeg hij zijn eerste basisplaats, uit tegen Rapid Wien. Schmitz groeide in de tweede seizoenshelft van 2014/15 uit tot basisspeler. Hij werd zowel dat als het volgende seizoen landskampioen met Red Bull Salzburg en won in allebei die jaren ook de nationale beker.
Schmitz verruilde Red Bull Salzburg in juli 2016 voor RB Leipzig. Dat was in het voorgaande seizoen voor het eerst in de clubhistorie gepromoveerd naar de Bundesliga. Hij begon hier als basisspeler, maar raakte die status al snel kwijt. Hij zat dat jaar uiteindelijk vaker op de bank dan dat hij op het veld stond. In 2017/18 kwam hij er amper nog aan te pas. Schmitz tekende in juli 2018 bij FC Köln. Daarmee deed hij een stap terug van een deelnemer aan de Champions League naar de 2. Bundesliga. Zijn ploeggenoten en hij werden niettemin meteen kampioen, zodat hij in 2019/20 weer op het hoogste niveau kon spelen. Schmitz was ook in de eerste twee jaar dat hij met FC Köln in de Bundesliga speelde vooral reservespeler. Na het aantreden van Steffen Baumgart als coach in mei 2021 werd hij een onbetwiste basisspeler. Schmitz maakte op 9 november 2022 voor het eerst in zijn profcarrière een doelpunt. Hij zette Köln toen op 1–0 tijdens een competitiewedstrijd tegen Bayer Leverkusen. Dat won daarna alsnog met 1–2. Na zes jaar verliet hij Köln en vervolgde hij in juli 2024 zijn carrière in Zwitserland. Hij kwam terecht bij Grasshoppers waar hij een contract tot 2027 tekende

## Interlandcarrière
Schmitz debuteerde in 2013 voor Duitsland –20, waarvoor hij elf interlands speelde.

## Erelijst
| Competitie             |                   |                   |                   |                   |
| Competitie             | Aantal            | Jaren             |                   |                   |
| Red Bull Salzburg      | Red Bull Salzburg | Red Bull Salzburg | Red Bull Salzburg | Red Bull Salzburg |
| ---------------------- | ----------------- | ----------------- | ----------------- | ----------------- |
| Kampioen Bundesliga    | 2x                | 2014/15, 2015/16  |                   |                   |
| Beker van Oostenrijk   | 2x                | 2014/15, 2015/16  |                   |                   |
| FC Köln                |                   |                   |                   |                   |
| Kampioen 2. Bundesliga | 1x                | 2018/19           |                   |                   |